# Stepanivka Druha, Prîazovske
Stepanivka Druha (în ucraineană Степанівка Друга) este un sat în comuna Bohdanivka din raionul Prîazovske, regiunea Zaporijjea, Ucraina.

## Demografie
Componența lingvistică a localității Stepanivka Druha
     Bulgară (70,35%)
     Rusă (19,95%)
     Ucraineană (8,11%)
Conform recensământului din 2001, majoritatea populației localității Stepanivka Druha era vorbitoare de bulgară (70,35%), existând în minoritate și vorbitori de rusă (19,95%), ucraineană (8,11%) și armeană (1,6%).